# F1 23
F1 23 es un videojuego de carreras desarrollado por Codemasters y publicado por EA Sports. Es la decimosexta entrada en la serie F1 de Codemasters. Posee la licencia oficial para los campeonatos 2023 Fórmula 1 y Fórmula 2. El juego se lanzó para Microsoft Windows, PlayStation 4, PlayStation 5, Xbox One, Xbox Series X/S y Linux (a través de la capa de compatibilidad Proton de Valve) el 16 de junio de 2023.

## Jugabilidad
F1 23 ve el regreso del modo historia, «Braking Point», que se introdujo en F1 2021. Dos personajes de «Braking Point», Devon Butler, el principal antagonista, y Aiden Jackson, el protagonista, regresan para Braking Point 2.0, así como el veterano piloto ya retirado Casper Akkerman, quien también hace una aparición. Aparece un nuevo personaje llamado Callie Mayer, la hermana de Devon Butler. El juego presenta un modo narrativo con escenas de acción en vivo similar a Grid Legends.
F1 23 presenta una física de conducción revisada y la opción de establecer una distancia de carrera del 35%. Las banderas rojas, que aparecieron por última vez en F1 2014, hacen acto de presencia. La interfaz de usuario del juego se ha revisado para ofrecer una experiencia mucho más parecida a la presentación de las carreras de Fórmula 1 actuales. Las nuevas incorporaciones al paquete My Team Icons incluyen al campeón mundial de 1992 Nigel Mansell, la piloto campeona de la W Series Jamie Chadwick (quien también ayudó a los desarrolladores con Braking Point 2), el expiloto Williams Pastor Maldonado y el expiloto de Toyota, Sauber y Caterham Kamui Kobayashi. Los pedidos anticipados también incluyeron personajes de Braking Point 2 como íconos.
«F1 World» amplía la función «F1 Life» de F1 22 y unió todos los modos de juego que aparecen en el juego, incluidos los modos de juego clasificado, eSports, fuera de línea y en línea. Esto también incluye la devolución del pase de batalla. El juego presenta una clasificación de seguridad para los jugadores en línea; Se han presentado sistemas similares en títulos, como iRacing y títulos posteriores de Gran Turismo. Este sistema también se utiliza en los modos de juego fuera de línea, aunque hay una opción disponible para desactivarlo. El automóvil «F1 World» del jugador se puede actualizar con nuevas piezas y se pueden contratar nuevos miembros del equipo. Ambos elementos se pueden obtener a través del juego; mientras que un aumento de XP está disponible con «PitCoin», no hay microtransacciones disponibles para comprar dichas actualizaciones. Los objetivos y compendios también están disponibles para desbloquear más recompensas en «F1 World». Los superdeportivos y un espacio vital virtual regresan del título anterior. Los modos de juego, incluida la progresión a lo largo de Braking Point 2, cuentan para la progresión del pase de batalla.
El circuito Internacional de Losail, sede del Gran Premio de Catar, incluido en el juego, además de agregar el nuevo circuito callejero de Las Vegas antes del Gran Premio de Las Vegas. El juego también incluye el Autodromo Enzo e Dino Ferrari del Gran Premio de Emilia-Romaña, el circuito Paul Ricard del Gran Premio de Francia, el circuito Internacional de Shanghái del Gran Premio de China y el Autódromo Internacional do Algarve del Gran Premio de Portugal, pistas que fueron eliminados o no incluidos en el calendario 2023.

## Modo historia:Braking Point 2
Presentado por primera vez en F1 2021, F1 23 presenta Braking Point 2, ambientado en las temporadas 2022 y 2023. La historia se centra en «Konnersport Butler Global Racing Team», un nuevo equipo que se ha unido recientemente a la parrilla. Aiden Jackson y Devon Butler, ambos regresando del primer Braking Point, se encuentran convirtiéndose en compañeros de equipo en este nuevo equipo. En este modo historia, se presenta a la prodigio de la Fórmula 2 Callie Mayer, que sueña con ganar una oportunidad en la categoría de monoplazas más prestigiosa del automovilismo después de ganar el campeonato de F2 con Trident Racing, convirtiéndose en la primera mujer en reclamar el título, quien también resulta ser la hermana de Butler. Como se reveló en un video de Deep Dive publicado el 22 de mayo de 2023, el equipo de redacción se asoció con la tres veces campeona de la W Series y piloto de desarrollo Williams Racing, Jamie Chadwick, para dar vida a la historia de Mayer. Tanto Butler como Jackson conservan sus números de piloto de 71 y 89 respectivamente, mientras que Mayer usa el 66 durante su paso por la Fórmula 1 (20 como piloto de Trident).

### Trama
En la temporada 2022, tras no lograr firmar un acuerdo con varios equipos, Aiden Jackson firma con el Konnersport Butler Global Racing Team, equipo fundado por Andreo Konner y financiado por Butler Global, empresa propiedad de Davidoff Butler, padre de Devon Butler. Durante el Gran Premio de Miami, el coche de Jackson pierde potencia, lo que le obliga a retirarse, mientras que Devon asegura algunos puntos para el equipo. En el Gran Premio de Hungría, Butler ignora la orden del equipo de darle la posición a Jackson, pero Jackson consigue adelantar a Butler y termina la carrera por delante de él. Jackson se enfrenta más tarde a más dificultades cuando se enfrenta a una parada en boxes lenta en el Gran Premio de Japón, lo que le lleva a plantearse abandonar el equipo. Mientras tanto, Callie Mayer se convierte en la primera mujer en ganar el Campeonato de F2 tras terminar su temporada con Trident con la ayuda del piloto retirado y excompañero de equipo de Jackson, Casper Akkerman.
En la temporada 2023, Akkerman es nombrado nuevo director del equipo Konnersport, mientras que Konner dimite y se queda en el equipo, al igual que Jackson para continuar compitiendo con el equipo una temporada más. Devon, mientras tanto, enfrenta dificultades cuando pierde la concentración e ignora las órdenes del equipo. Akkerman intenta ayudar a Devon, pero durante el Gran Premio de Emilia-Romaña, Devon vuelve a perder la concentración y estrella su coche contra las barreras (de forma similar a como Charles Leclerc golpeó las barreras en el evento de la vida real el año anterior) e inmediatamente abandona Konnersport, retirándose de las carreras. Akkerman revela más tarde que a Devon le diagnosticaron tinnitus antes de la temporada y lo había mantenido en secreto al equipo. Al entrar en la mitad de la temporada, Konnersport se ve obligado a luchar por encontrar un nuevo piloto y Davidoff dice que Butler Global retirará la financiación si no terminan quintos o más arriba. Akkerman más tarde decide fichar a Callie como sustituta de Devon. Aunque Davidoff dudó inicialmente en dejar que Callie se uniera al equipo debido a un conflicto con ella y su madre, Evelyn Mayer, finalmente accedió. Callie se mostró igualmente reticente al principio, pero aceptó ocupar el puesto de Devon.
Durante su debut en el Gran Premio de Azerbaiyán, Mayer contacta con Jackson tras un intento fallido de dejar pasar a su compañero de equipo y Callie termina la carrera. Jackson, convencido de que la colisión fue intencionada, está tan molesto por lo ocurrido en Bakú que, en el Gran Premio de Gran Bretaña, impide el paso de Callie y se niega a dejarla pasar, solo para verla adelantarlo de todos modos. Tras la carrera, Konner y Akkerman informan a Jackson y Callie sobre la situación financiera y que Konnersport no podrá encontrar un nuevo inversor y se verá obligado a abandonar la Fórmula 1 después de 2023 si no termina quinto o mejor en el Campeonato de Constructores.
En el Gran Premio de Italia, Devon regresa a Konnersport como nuevo enlace del equipo. En la carrera, Jackson toca a Callie, provocando que su alerón delantero se desprenda, pero Callie logra terminar entre los cinco primeros. En el Gran Premio de Singapur, para sorpresa de Jackson, Devon le da un consejo, lo que le deja en manos de la decisión. En la carrera, termina entre los cinco primeros, asegurando más puntos para el equipo.
Callie confronta a su padre en el Gran Premio de Brasil, donde este último revela que financió a Konnersport únicamente por razones comerciales. Durante el final de la vuelta del coche de seguridad, Callie termina entre los cinco primeros. Durante la reunión informativa del equipo en Abu Dabi, Akkerman le grita a Davidoff y le dice que abandone la reunión del equipo, mientras Jackson se disculpa con Callie. Durante la carrera, Jackson sufre una falla mecánica y se ve obligado a retirarse. Devon, al ver al equipo en peligro, da una orden falsa a Callie alegando que no fuerce demasiado el coche, lo que la incita a conducir más rápido y terminar entre los cuatro primeros, logrando el objetivo que se requería para mantener a Butler Global con ellos y, por lo tanto, permitir que el equipo permanezca en la Fórmula 1.
Tras la carrera, Butler Global obtuvo la financiación. Dado que Konnersport está listo para su próxima temporada, Jackson declara a los medios que se quedará si Akkerman conserva su puesto de director del equipo. Butler Global está listo para renovar su patrocinio con el equipo, mientras que Callie dice estar deseando que llegue la próxima temporada.

## Desarrollo y lanzamiento
F1 23 fue presentado el 1 de marzo de 2023 por sus desarrolladores como un «nuevo comienzo» para la serie. Codemasters, que trabajó en la serie desde F1 2009, y EA Sports volvieron a trabajar en el juego. El 28 de abril de 2023 se lanzó un nuevo tráiler que muestra al equipo «Konnersport Butler Global Racing Team», y el tráiler oficial se lanzó el 3 de mayo de 2023. Antes de la revelación, se puso a disposición una versión beta cerrada.
El juego presenta dos portadas, con Max Verstappen en la portada de la «edición de campeones» y a Charles Leclerc, Lewis Hamilton y Lando Norris en la portada de la edición estándar. El juego se lanzó para Microsoft Windows, PlayStation 4, PlayStation 5, Xbox One, Xbox Series X/S y Linux el 16 de junio de 2023, con la edición de campeones disponible tres días antes, el 13 de junio de 2023.

## Recepción
F1 23 recibió críticas «generalmente favorables», según el agregador de reseñas Metacritic.